# Pierre Hentic
Pierre Hentic, né le 2 avril 1917 à Paris et mort le 19 mars 2004 à Montpellier, était un résistant, officier et écrivain français. Ancien membre des Jeunesses communistes, il fut, avec Claude Lamirault, un deux principaux fondateurs du réseau de résistance Jade-Fitzroy.

## Distinctions
- Commandeur de la Légion d'honneur[2]
- Croix de guerre 1939-1945[2] avec 13 citations[3].
- Croix de guerre des Théâtres d'opérations extérieurs[2]
- Croix de la Valeur militaire[2]
- Médaille de la Résistance française avec rosette (décret du 31 mars 1947)[2]
- Croix du combattant volontaire[2]
- Ordre de l'Empire britannique[3]
- Medal of Freedom américaine avec palme[3]

## Œuvres
- Pierre Hentic, Tant qu'il y aura des étoiles, vol. 1. Résistants, La Grande-Motte, Éd. Maho, 2009, 379 p. (ISBN 978-2-9534358-0-1)[4]
- Pierre Hentic, Tant qu'il y aura des étoiles, vol. 1. Résistants, La Grande-Motte, Éd. Maho, 2009, 210 p. (ISBN 978-2-9534358-1-8)[4].
- Pierre Hentic, Agent de l'ombre : mémoires, Paris, La Martinière, 2012, 451 p. (ISBN 978-2-7324-5334-7, lire en ligne)[4].